# Fyodor II của Nga
Fyodor II (tiếng Nga: Фёдор II Борисович Годунов; Fyodor II Borisovich Godunov; 1589 – 20 tháng 6 [lịch cũ: 10 tháng 6] 1605) là Sa hoàng của nước Nga từ tháng 4 đến tháng 6 năm 1605, vào thời điểm bắt đầu của Thời kì Đại Loạn. Ông có thời gian trị vì ngắn nhất trong số tất cả quân chủ nam trên ngai vàng Nga (nếu người dì Irina Godunova của ông được coi là người cai trị).ông mất do bị ám sát